# KPOキリンプラザ大阪
KPOキリンプラザ大阪（KPOキリンプラザおおさか、KPO）は、1987年から2008年まで大阪府大阪市中央区宗右衛門町にあった複合文化ビルである。

## 概要
戎橋の北東袂には1934年に麒麟麦酒が戎橋キリン食堂を開業、1958年には複合文化ビルとして戎橋キリン会館が竣工した。しかしキリン会館の老朽化に加え、企業イメージ向上のため工場などがある拠点にその地域にふさわしい施設を運営する方針を打ち出し、1986年に着工した。同時期、大阪に工場を有するアサヒビールを抜いて地域トップシェアを獲得した事から、そのお礼としての意味合いもあったという。
設計者として起用された、高松伸によるハイテックで特徴的な外観のテーマは、“灯の塔（ひのとう）”。高さ約20mに及ぶ行灯状の光塔は建物を大きく目立たせるために考えられたもので、夜間には、内蔵された約5000本の蛍光管が灯された。また、3Fにあるレストランの内装も高松が手掛けている。
リドリー・スコット監督のハリウッド映画「ブラック・レイン」（1989年）の撮影舞台にもなった。映画の中に、竣工当時の建物の姿を観ることができる。さらに、この映画を見たイスラエルの実業家から、高松が建築物の設計を依頼される事にもつながったという。
館内の施設で最も大きな面積を占める4階と6階の天井の高いギャラリーでは、主に現代美術（コンテンポラリー・アート）、建築、デザインなどの展覧会を開催。開館当初は運営委員会を設け、オリジナルの企画が行われていたほか、1990年から2003年まで『キリンプラザ大阪コンテンポラリー・アワード』→『キリンコンテンポラリーアワード』→『キリンアートアワード』を実施するなど、芸術・文化振興にも取り組んでいた。
しかし、時間が経過してもキリンビールの施設であるという認知が上がらなかった事もあり、建物の改修計画が浮上。かつてパイロットショップ「ハートランド」を手掛けた、建築家の木下道郎も参画して計画をまとめ、2000年にリニューアルオープンした。このリニューアルは一定の成果を収めたが、賃貸契約の満了と改修に伴うコスト負担の問題から、2007年10月末をもって閉館、2008年9月に解体工事が着工された。
跡地は丸紅の出資する特定目的会社が取得。商業ビルLuz Shinsaibashi（ラズ心斎橋）が建設され（現：デカ戎橋ビル）、核テナントとしてスウェーデンのアパレル会社H&Mが2010年3月6日にオープン、同年7月17日にグランドオープンした。

## フロア構成
- 1階　地ビール工場（KPOブルワリー）、KPOカフェ、KPOアートショップ
- 2階　KPOスタジオ（イベント会場兼パーティースペース）
- 3階　KPOキッチン（ビアレストラン）
- 4階～5階　KPOギャラリー、会議室
- 6階　KPOホール、男子更衣室、倉庫
- 7階　女子更衣室、休憩室、事務室

### オープン当初の構成
キリン会館時代からのテナントも入居していた。
- 地下1階 - 南海グリル（ステーキハウス）
- 1階 - カフェ、フラワーショップ、チケットセゾン
- 2階 - キリンシティ（ビアパブ）
- 3階 - レストラン
- 4階 - プラザギャラリー、会議室
- 5階 - ギャラリー
- 6階 - プラザホール（多目的ホール）
- 7階 - 事務所、応接室

## 歴史
- 1987年11月14日 - キリンプラザ大阪開館。
- 1998年1月 - 大阪支社内で施設改修の話が持ち上がる。
- 1999年2月 - 改修計画がキリンビール経営陣の承認を受ける。
- 2000年 - KPOキリンプラザ大阪としてリニューアル。「アートとビールの融合」をテーマに地ビール工場・KPOブルワリー、KPOキッチンの設置。ビールセミナーの開始。
- 2001年 - 1階をKPOカフェとしてリニューアル。あわせてKPOアートショップを設置。
- 2007年10月31日 - 閉館。
- 2008年9月 - 取り壊し開始。

## 受賞
- 1989年　日本建築学会賞
- 1998年　メセナ大賞'98「メセナ普及賞」

## アクセス
- 大阪市営地下鉄 なんば駅・心斎橋駅
- 近鉄・阪神 大阪難波駅

## KPOビール
- 2階のビール工場で醸造されていたビールは次の4種類。レギュラーの4種類以外に期間限定ビールを不定期に醸造。
  - KPOピルス（ピルスナー）
  - KPOヴァイス（ヴァイツェン）
  - KPOエール（ペールエール）
  - KPOスタウト（スタウト）

### 期間限定ビール
- KPOミレニアムビール（2000年11月23日から12月30日）
- KPO SOUL BEER（2001年4月28日から5月6日）
- KPOアドリブアートビール（2001年11月1日から11月11日）
- KPO WINNER'S BEER（2002年4月12日から6月30日、2006年4月21日から7月10日）
- KPO GRAFFITI（2003年4月13日から5月25日）
- KPO GROOVE（2004年4月24日から5月30日）
- KPOキネマ（2005年3月5日から5月8日）
- KPOミナミビール（2005年9月30日から11月13日、2006年10月1日から11月15日、2007年9月14日から10月31日）